# Гангкхар-Пуенсум
Гангкхар-Пуенсум (англ. Gangkhar Puensum) — гора в Бутані, є його найвищою точкою. Маючи висоту над рівнем моря 7570 м і відносну висоту близько 2995 м, є найвищою непідкореною вершиною у світі. За іншими даними відносна висота вершини становить 3049 м.

## Історія
Гора була вперше описана в 1922 році, але через топографічні огріхи не була встановлена точна належність прикордонної гори Тибету чи Бутану. Після дозволу в 1983 році в Бутані альпінізму, в 1985 і 1986 роках було чотири спроби сходження на гору, які встановили приналежність Гангкхара Пуенсума Бутану, а гори Кула Кангрі висотою 7554 м, що знаходиться за 30 км — Тибету. В 1994 році Бутан заборонив сходження на гори висотою понад 6000 м з поваги до місцевої віри, а в 2003 році альпінізм був повністю заборонений. В 1998 році японська експедиція, що хотіла піднятися на гору з китайської сторони, не отримала дозволу від влади щоб уникнути міжнародних ускладнень, але в 1999 році піднялась на гору Ліанканг Кангрі висотою 7535 м, заявивши, що Гангкхар-Пуенсум повністю лежить північніше кордону і, відповідно, належить Китаю. Ця точка зору була підтримана владою Китаю і Японії.
Наблизитися до Гангкхар-Пуенсум можна пішохідною стежкою від Бумтангу (селище Дхур) до гарячих джерел Дхур Цачу, або від Лунана в сторону Дхур Цачу — там є базовий табір для експедицій, але для такого маршруту потрібно отримати дозвіл бутанської влади.